# Erinn Bartlett
Erinn Anne Bartlett (* 26. Februar 1973 in Longmeadow, Massachusetts) ist eine US-amerikanische Schauspielerin.

## Leben
Bartlett wurde in Longmeadow, Massachusetts (USA) geboren und nahm 1989 zum ersten Mal an der Wahl zur Miss Massachusetts Teen USA teil und wurde Zweite. 1991 gewann sie schließlich den Titel und repräsentierte Massachusetts bei der Wahl zu Miss Teen USA am 19. August 1991 in Biloxi, Mississippi. Bartlett schaffte es unter allen Teilnehmerinnen auf Platz zehn.
Sie beendete das Ithaca College mit einem Abschluss in Kommunikationswissenschaften. Am 21. Februar 2004 begann sie eine Beziehung mit dem Schauspieler Oliver Hudson und heiratete ihn am 9. Juni 2006. Im März 2007 wurde bekanntgegeben, dass das Paar sein erstes Kind erwartet. Der Junge kam dann am 23. August 2007 als Wilder Brooks Hudson in Los Angeles zur Welt. Ihr zweiter Sohn, Bodhi Hawn Hudson, wurde am 19. März 2010 geboren. Tochter Rio kam im Juli 2013 zur Welt.

## Filmografie
- 1999: Pacific Blue – Die Strandpolizei (Fernsehserie, eine Folge)
- 1999: Deep Blue Sea
- 2000: Little Nicky – Satan Junior (Little Nicky)
- 2000: Die eiskalte Clique (The In Crowd)
- 2001: Schwer verliebt (Shallow Hal)
- 2001: CSI: Den Tätern auf der Spur (Fernsehserie, eine Folge)
- 2002: Die Hochzeitsfalle (Buying the Cow)
- 2002: Pumpkin
- 2002: Felicity (Fernsehserie, eine Folge)
- 2002: A Nero Wolfe Mystery (Fernsehserie, zwei Folgen)
- 2002: 100 Women (Girl Fever)
- 2002: A Day with the Meatball (Kurzfilm)
- 2003: Charmed – Zauberhafte Hexen (Charmed, Fernsehserie, eine Folge)
- 2003: Monk (Fernsehserie, eine Folge)
- 2003: 10-8: Officers on Duty (Fernsehserie, eine Folge)
- 2004: Liebe auf Umwegen (Raising Helen)
- 2004: CSI: Miami (Fernsehserie, eine Folge)
- 2004: The Last Run
- 2005: Out of Practice – Doktor, Single sucht … (Out of Practice, Fernsehserie, eine Folge)
- 2005: Wo die Liebe hinfällt … (Rumor Has It…)
- 2006: Die Bankdrücker (The Benchwarmers)
- 2006: How I Met Your Mother (Fernsehserie, Folge 1x19: Eine nette Nutte)
- 2006: Four Kings (Fernsehserie, eine Folge)
- 2007: Navy CIS (NCIS, Fernsehserie, eine Folge)
- 2008: Unhitched (Fernsehserie, eine Folge)
- 2013: Rules of Engagement (Fernsehserie, eine Folge)